# Giuse Nguyễn Tấn Tước
Giuse Nguyễn Tấn Tước (sinh 1958) là một Giám mục Giáo hội Công giáo Rôma người Việt Nam. Ông hiện là Giám mục chính tòa Giáo phận Phú Cường, và Chủ tịch Ủy ban Truyền thông xã hội của Hội đồng Giám mục Việt Nam nhiệm kỳ 2022 – 2025 Ông từng đảm nhận vai trò Chủ tịch Ủy ban Truyền thông xã hội trong ba nhiệm kỳ 2013 – 2016, 2016 – 2019 và 2019 – 2022. Khẩu hiệu Giám mục của ông là "Ngài phải lớn lên" (Ga 3,30).

## Thân thế và tu tập
Giám mục Giuse Nguyễn Tấn Tước sinh ngày 22 tháng 9 năm 1958, trong một gia đình Công giáo tại Giáo xứ Mỹ Hảo, Tổng giáo phận Sài Gòn (nay thuộc Giáo phận Phú Cường), thuộc xã Chánh Hiệp, quận Châu Thành (nay thuộc phường Chánh Mỹ, thành phố Thủ Dầu Một), tỉnh Bình Dương. Khởi đầu con đường tu tập, năm 1971, cậu bé Tước được gia đình gửi vào học tại Tiểu chủng viện Thánh Giuse Phú Cường đến năm 1978 thì tốt nghiệp. Con đường tu trì của chủng sinh Tước bị gián đoạn hai năm, năm 1980 cậu tiếp tục theo học chương trình Đại chủng viện tại Giáo phận Phú Cường đến năm 1988 thì hoàn tất.

## Linh mục
Ngày 4 tháng 4 năm 1991, Phó tế Giuse Nguyễn Tấn Tước được thụ phong linh mục tại Nhà thờ chính tòa Phú Cường, do Giám mục Louis Hà Kim Danh làm chủ lễ. Sau khi thụ phong, ngày 8 tháng 5 năm 1991, ông được cử đi làm công tác phụng vụ tại Giáo xứ Thala (Trảng Bàng, Tây Ninh), với chức vị linh mục phó giáo xứ, phụ giúp cho linh mục chính xứ Gioakim Nguyễn Văn Nghị trong công việc mục vụ giáo xứ. Giám mục Giáo phận chọn linh mục Tước làm linh mục chính xứ Tha La sau khi Linh mục Gioakim Nghị qua đời vào ngày 15 tháng 7 năm 1995.
Ngày 2 tháng 12 năm 1999, ông được cử đi du học tại Học viện Công giáo Paris. Ông trở về Việt Nam sau khi kết thúc khóa học với văn bằng Cử nhân Giáo luật. Về nước ngày 11 tháng 7 năm 2006, linh mục Tước được bổ nhiệm làm Giám đốc trung tâm huấn luyện các ứng sinh linh mục, đồng thời phụ trách ơn gọi trong giáo phận.

## Giám mục
Ngày 14 tháng 3 năm 2011, văn phòng báo chí Tòa Thánh loan tin bổ nhiệm linh mục Giuse Nguyễn Tấn Tước, hiện đang là Giám đốc Trung tâm Mục vụ Giáo phận Phú Cường, đã được Giáo hoàng Biển Đức XVI bổ nhiệm làm Giám mục phó Giáo phận Phú Cường. Lễ Tấn phong Tân giám mục được cử hành vào ngày 29 tháng 4 cùng năm. Giám mục Chủ phong cho Tân giám mục Giuse là Giám mục chính tòa Giáo phận Phú Cường Phêrô Trần Đình Tứ, phụ phong là hai giám mục: Giám mục Tôma Aquinô Vũ Đình Hiệu, giám mục Phụ tá Giáo phận Xuân Lộc và Giám mục Vinh Sơn Nguyễn Văn Bản, giám mục chính tòa Giáo phận Ban Mê Thuột.
Giám mục Giuse Nguyễn Tấn Tước chọn khẩu hiệu Giám mục: Ngài phải lớn lên (Ga 3,30). Giám mục Giuse cho rằng: khẩu hiệu này nói lên tâm niệm của đời giám mục là tìm cách khiến Chúa Kitô lớn lên tại chính con người mình, trở nên "đồng hình đồng dạng với Đức Kitô" và Đức Kitô cũng phải được lớn lên cả nơi những người mà giám mục được gọi mời yêu thương phục vụ. Nói về hình ảnh huy hiệu Giám mục của mình, Tân giám mục cho biết hình ảnh trọng tâm trong huy hiệu là Chúa Kitô với tư thế tượng trưng sự nối kết đất trời và liên kết với những người xung quanh. Các hình người nhỏ là biểu tượng các tín hữu, trong đó có giám mục với mục đích dắt dìu tín hữu theo bước Chúa Kitô với hy vọng được lớn lên trong chính Chúa.
Ngày 30 tháng 6 năm 2012, Giám mục Nguyễn Tấn Tước kế vị chức vụ Giám mục chính tòa Giáo phận Phú Cường, kế nhiệm Giám mục Phêrô Trần Đình Tứ xin từ chức vì lý do tuổi tác. Ông chính thức nhậm chức ngày 25 tháng 8 cùng năm.
Các giám mục Việt Nam từ 27 giáo phận họp Đại hội XV Hội đồng Giám mục Việt Nam tại trung tâm Mục vụ Tổng giáo phận Hà Nội vào đầu tháng 10 năm 2022. Trong khuôn khổ đại hội, các giám mục đã sắp xếp và bầu chọn nhân sự trong hội đồng. Kết quả, các giám mục tiếp tục chọn Giám mục Giuse Nguyễn Tấn Tước đảm trách vai trò Chủ tịch Uỷ ban Truyền thông Xã hội thuộc Hội đồng Giám mục trong nhiệm kỳ 2022 – 2025.

## Tông truyền
Giám mục Giuse Nguyễn Tấn Tước được tấn phong giám mục năm 2011, thời Giáo hoàng Biển Đức XVI, bởi:
- Chủ phong: Giám mục Phêrô Trần Đình Tứ, giám mục chính tòa Giáo phận Phú Cường.
- Hai vị phụ phong: Giám mục Tôma Aquinô Vũ Đình Hiệu, giám mục Phụ tá Giáo phận Xuân Lộc và Giám mục Vinh Sơn Nguyễn Văn Bản, giám mục chính tòa Giáo phận Ban Mê Thuột

Giám mục Giuse Nguyễn Tấn Tước là Giám mục phụ phong cho giám mục:
- Năm 2022, giám mục Đa Minh Đặng Văn Cầu, hiện đang là Giám mục chính tòa Giáo phận Thái Bình.

Dưới đây là sơ đồ tính Tông truyền từ giám mục Việt Nam đầu tiên được giám mục ngoại quốc chủ phong cho đến đời Giám mục Nguyễn Tấn Tước.